# Asterix és Obelix: A főnökviadal
Az Asterix és Obelix: A főnökviadal (eredeti cím: Astérix et Obélix: Le Combat des chefs) 2025-ös francia 3D-s számítógépes animációs vígjátéksorozat, amelyet Alain Chabat alkotott, René Goscinny és Albert Uderzo az Asterix és a főnökviadal című képregénye alapján.
Franciaországban és Magyarországon 2025. április 30-án a Netflix mutatta be.

## Ismertető
I. e. 50-ben a római megszállásnak ellenálló gall falu nagy válságba kerül, amikor Obelix véletlenül egy menhírt hajít Panoramixra, aminek következtében a druida elveszíti emlékezetét – és vele együtt a varázsital receptjét is, amely emberfeletti erőt ad. Ez a lehető legrosszabb pillanatban történik, mivel a rómaiak úgy döntenek, hogy egy ősi gall szokás, a „főnökviadal” alapján kihívják a falu vezetőjét, Hasarengazfixet, hogy küzdjön meg a rómaiakhoz hű gall vezérrel, Amegbéazix-szel. Ha Hasarengazfix veszít, a falu római fennhatóság alá kerül. A falu függetlenségének megőrzése érdekében Asterixnek és Obelixnek meg kell hiúsítania a rómaiak ármánykodását, és vissza kell szerezniük Panoramix ép elméjét.

## Szereplők

### Főszereplők
| Szereplő       | Eredeti hang      | Magyar hang      |
| -------------- | ----------------- | ---------------- |
| Asterix        | Alain Chabat      | Kaszás Gergő     |
| Sokadikix      | Alain Chabat      | Hirtling István  |
| Twinpix        | Alain Chabat      | Varga Rókus      |
| Obelix         | Gilles Lellouche  | Schneider Zoltán |
| Metadata       | Anaïs Demoustier  | Földes Eszter    |
| Julius Caesar  | Laurent Lafitte   | Széles Tamás     |
| Panoramix      | Thierry Lhermitte | Végh Péter       |
| Hasarengazfix  | Grégoire Ludig    | Mészáros Béla    |
| Moletti        | Géraldine Nakache | Peller Anna      |
| Amegbéazix     | Grégory Gadebois  | Pál András       |
| Potus          | Jean-Pascal Zadi  | Elek Ferenc      |
| Fásztenfuriusz | Fred Testot       | Debreczeny Csaba |

### Mellékszereplők
| Szereplő          | Eredeti hang      | Magyar hang      |
| ----------------- | ----------------- | ---------------- |
| Apothika          | Jeanne Balibar    | Kiss Eszter      |
| Caesar anyja      | Jérôme Commandeur | Rába Roland      |
| Marhangus         | Jérôme Commandeur | Rába Roland      |
| Hannabarbera      | Stéfi Celma       | Kanyó Kata       |
| Tutihogyix        | Alexandre Astier  | Olt Tamás        |
| Félautomatix      | Pio Marmaï        | Vida Péter       |
| Hangjanix         | David Marsais     | Bercsényi Péter  |
| Sokadikix asszony | Marie Facundo     | Varga Lili       |
| narrátor          | Xavier Fagnon     | Gyabronka József |

### Magyar változat
- Magyar szöveg: Zalatnay Márta
- Hangmérnök: Tóth Péter Ákos
- Vágó: Kajdácsi Brigitta
- Gyártásvezető: Hódos Edina
- Szinkronrendező: Majoros Eszter
- Produkciós vezető: Hagen Péter

A szinkront a Mafilm Audio Kft. készítette.

## Epizódok
| Sor. | Év. | Cím                       | Rendező                         | Író                                                | Premier           |
| ---- | --- | ------------------------- | ------------------------------- | -------------------------------------------------- | ----------------- |
| 1.   | 1.  | I. epizód (Episode I)     | Alain Chabat és Fabrice Joubert | Alain Chabat, Pierre-Alain Bloch és Benoît Oullion | 2025. április 30. |
| 2.   | 2.  | II. epizód (Episode II)   | Alain Chabat és Fabrice Joubert | Alain Chabat, Pierre-Alain Bloch és Benoît Oullion | 2025. április 30. |
| 3.   | 3.  | III. epizód (Episode III) | Alain Chabat és Fabrice Joubert | Alain Chabat, Pierre-Alain Bloch és Benoît Oullion | 2025. április 30. |
| 4.   | 4.  | IV. epizód (Episode IV)   | Alain Chabat és Fabrice Joubert | Alain Chabat, Pierre-Alain Bloch és Benoît Oullion | 2025. április 30. |
| 5.   | 5.  | V. epizód (Episode V)     | Alain Chabat és Fabrice Joubert | Alain Chabat, Pierre-Alain Bloch és Benoît Oullion | 2025. április 30. |

## A sorozat készítése
2021 márciusában a Netflix, a Les Éditions Albert René és a producer Alain Goldman bejelentették, hogy 3D-s animációs sorozat készül az Asterix és a főnökviadal alapján. A sorozat társszerzője és rendezője Alain Chabat, aki egész életében Asterix-rajongó volt, és a 2002-es élőszereplős Asterix és Obelix: A Kleopátra-küldetés című film rendezőjeként vált ismertté. A film 14 millió nézőt vonzott a francia mozikba. Chabat célja egy hűséges, mégis újszerű adaptáció létrehozása volt. A sorozatot a TAT Productions stúdió fejlesztette Toulouse-ban, több mint 60 animátor részvételével. Az animációs rendező Kristof Serrand lett, aki korábban a DreamWorks-nél dolgozott.
Bár a sorozat fő történetszála az eredeti A főnökviadal képregényen alapul, az első epizód – amely Asterix és Obelix gyerekkorában játszódik – lazán adaptálja a Comment Obélix est tombé dans la marmite du druide quand il était petit című illusztrált történetet. Egy kisebb cselekményelem, amelyben Hasarengazfix túlevés miatt megbetegszik, az Asterix és a hősök pajzsa egyik jelenetét idézi. A sorozat befejező eseményei, amelyek magát a "főnökviadalt" dolgozzák fel, eredetiek, és több szereplőt is megváltoztattak az eredeti képregényhez képest. Julius Caesar – aki az eredeti képregényben nem szerepelt – fontos mellékszerepet kap az adaptációban. A Metadáta mellett több jelentős női karakter is megjelenik a minisorozatban, míg az eredeti történetben egyáltalán nem voltak női szereplők.